# 台灣元宵節
臺灣的元宵節，亦稱為上元節，隨著17世紀的第一批漢人移民傳入，與新正、清明、端午、中元、中秋、重陽、冬至並列為漢人重要的傳統民俗節日。隨著工商業的發達與1980年代末期以來假日旅遊風氣的盛行，臺灣人慶祝元宵也因文化上的差異而和其他華人地區的元宵節有所區別，最具特色者即為各大城市舉辦的元宵燈會、燈節活動。

## 簡介
元宵節自古代即與新正、清明、端午、中元、中秋並列台灣漢族移民重要傳統民俗節日。在早期，有『未婚女性在元宵節夜裡以偷蔥來討個結婚吉兆』的說法。俗語說：「偷挽蔥，嫁好翁；偷挽菜，嫁好婿」。即使在日治時代，也同與日本人過西曆元宵節，但民間仍然保存臺灣漢族傳統文化習俗過農曆元宵節，因此當時日本總督府特許在艋舺龍山寺辦燈會，延伸至今龍山寺仍保有鑽燈腳 (軁燈跤) 的習俗。
時至今日，慶祝元宵節已發展成全臺的大型禮俗活動。除了賞花燈活動及大型的臺灣燈會、臺北燈節、高雄燈會藝術節之外，各地皆有其特色燈節；如北臺灣的台北市士林區社子島「夜弄土地公」活動與新北市平溪區放天燈活動；南臺灣的臺南市鹽水區則有著名的「鹽水蜂炮」；東臺灣的臺東縣，則有以鞭炮炸財神的祈福活動「臺東元宵炸寒單爺」；及澎湖縣的乞龜祈福儀式，俗稱「北天燈、南蜂炮、東寒單、西乞龜」。另，在中臺灣的苗栗縣則有著名的「苗栗𪹚龍」，火旁龍是指以鞭炮、蜂炮炸舞龍方式得到「去邪（去舊）迎新年」的作用與野柳「神明淨港」名列臺灣「客庄十二大節慶」……等各具特色的風俗的文化資產。

## 元宵習俗
台灣元宵節活動和習俗多樣，但主要皆以燈會活動為主。早年台灣各地在元宵節普遍有「迎鼓仔燈」的習俗，就是在當地信仰中心的大廟前所舉辦的燈籠盛會，也是當時台灣元宵節時的主要活動，可視為今日全台各地燈會的前身。時至今日，由於工商業社會下廟宇已不再是人民生活的主要重心，又為了年節應景起見，通常由各地縣市政府統一舉辦官方的燈會活動，由於燈會活動改由官方主導，規模也日趨擴大。早年台灣並無吃元宵的習俗，戰後由外省裔住民傳入，豐富了台灣料理文化。

### 元宵燈會

#### 提鼓仔燈看花燈

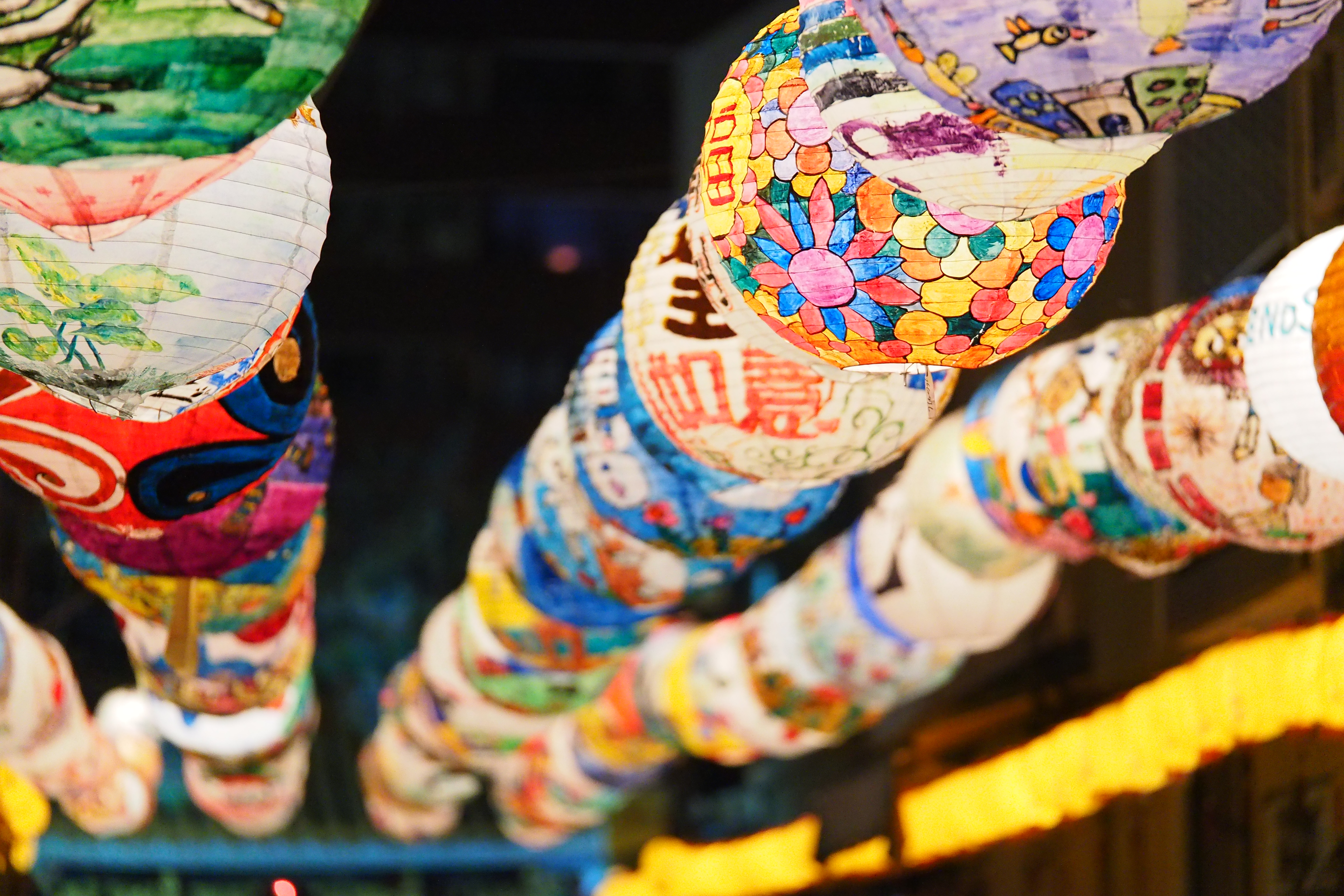
攝於媽祖樓天后宮，兒童彩繪鼓仔燈。每年時屆元宵前數日，各地皆會懸掛或搭結燈棚、供人歷覽。

燈籠，或稱「鼓仔燈」（臺灣話：kóo-á-ting，客家話：den24-nung11）、「燈籃仔」（臺灣話：teng-nâ-á），燈藝師用細竹、鐵絲來塑形完成骨架後，外頭糊上各式紗、花紙或塑膠，內置蠟燭或一盞油燈的傳統燈具。每年時屆元宵前數日，家戶、角頭宮廟皆會懸掛或搭結燈棚及各種藝術造型的花燈(hue-ting)、供人歷覽。古時的元宵燈籠，種類甚多，除了基本的「鼓型」外，尚有廟寺常見的「綵燈」、商鋪的「走馬燈」等，與種類繁多的「兒童鼓仔燈」，包括骰子燈、兔子燈、關刀燈、水蛙燈、戰艦燈、等造型異趣的鼓仔燈。而燈會展示的鼓仔燈，除了傳遞吉祥寓意外，亦有包含傳統忠孝節義與文學小說的燈種。除了祝賀佳節外，也有祈禱合境平安之意。
清代元宵夜裡，各地宮廟除了元宵宮廟例祭、燈會迎燈外，還有「迎燈排」（臺灣話：ngiâ-ting-pâi）的儀式。遶境行列中，除了有類似舞龍的「龍燈」，還包含著弄獅、武術、藝陣與大仙尪仔等民間遊藝。1945年二戰末期，全台灣因戰事需求，夜間均通火管制，各地元宵迎燈排儀式告停。唯彰化花壇鄉的白沙坑文德宮改為白晝進行，因此成為唯一保留清代至今「迎燈排」文化。戰後元宵活動重現熱絡。1990年代開始，為了推廣臺灣的觀光旅遊產業，交通部觀光局擴大成全國性的燈會，初名臺北燈會，2001年改為各縣市角逐申辦的臺灣燈會。

#### 燈猜
燈猜即燈謎，是將謎語書寫、黏貼在鼓仔燈上，供人猜射的風俗。每當人猜射中便會奏樂、贈與獎品。臺灣話稱為臆謎猜（臺羅：ioh-bī-tshai）、客家話稱為揣令仔（客羅：ton11-liang55-e31）。台灣最早的謎學發展可溯自1850年代的清治時期中葉，竹塹地方已流傳林占梅之燈謎作品。後來末代巡撫唐景崧亦推廣謎學。進入日治時期，民間為了傳承文化，亦促使春宵秋夕常見人們熱衷「張燈射虎」；各地文人、詩社紛紛設立「燈謎部」，爭相揭謎，甚連報章雜誌亦會刊載謎語賀節。戰後的1958年，臺灣民間第一個謎學社團集思謎社成立。

#### 元宵趣俗
元宵是夕，人們為了求子嗣，已婚婦孺除了會到奉祀註生娘娘 的廟裡參拜外，由於「燈」字，閩南語與客語之音皆同「丁」，傳說婦女若鑽過鼓仔燈，除了祈求一年幸運外，能夠保佑生添丁。臺灣閩南俗語謂「軁燈跤生膦脬」意味鑽過或穿越燈底，明年得貴子。此外，若在元宵夜裡觀月，讓身體沐浴月亮光輝下，亦傳可受孕。
古代元宵是夕，未婚男女則有「菜園偷俗」。概因舊時社會男女關係授受不親，而藉元宵夜以促成男女相識、結緣機會。臺灣話俗諺「偷挽蔥嫁好翁」、「偷挽菜嫁好婿」，意味未婚女子偷拔、偷擰蔥、菜可以嫁得好夫婿，但須當場棄之。另外已婚女子也可以為求家庭美滿去偷拔菜。未婚男子則流行「跳菜股娶好某」，意味跳過一股一股的田畦，可以娶到好新娘。另外還有「偷敲菜嫁好婿」、「 偷硓𥑮得好某」、女子若偷走飼豬盆而被責罵亦是生男之兆，而竹籬臺灣話音同「得兒」因此偷拔菜園裡的竹籬亦可生兒子。不過以上趣俗僅限於元宵夜才靈驗。然而傳說若元宵夜越晚睡則自己越長壽。

### 祭祀

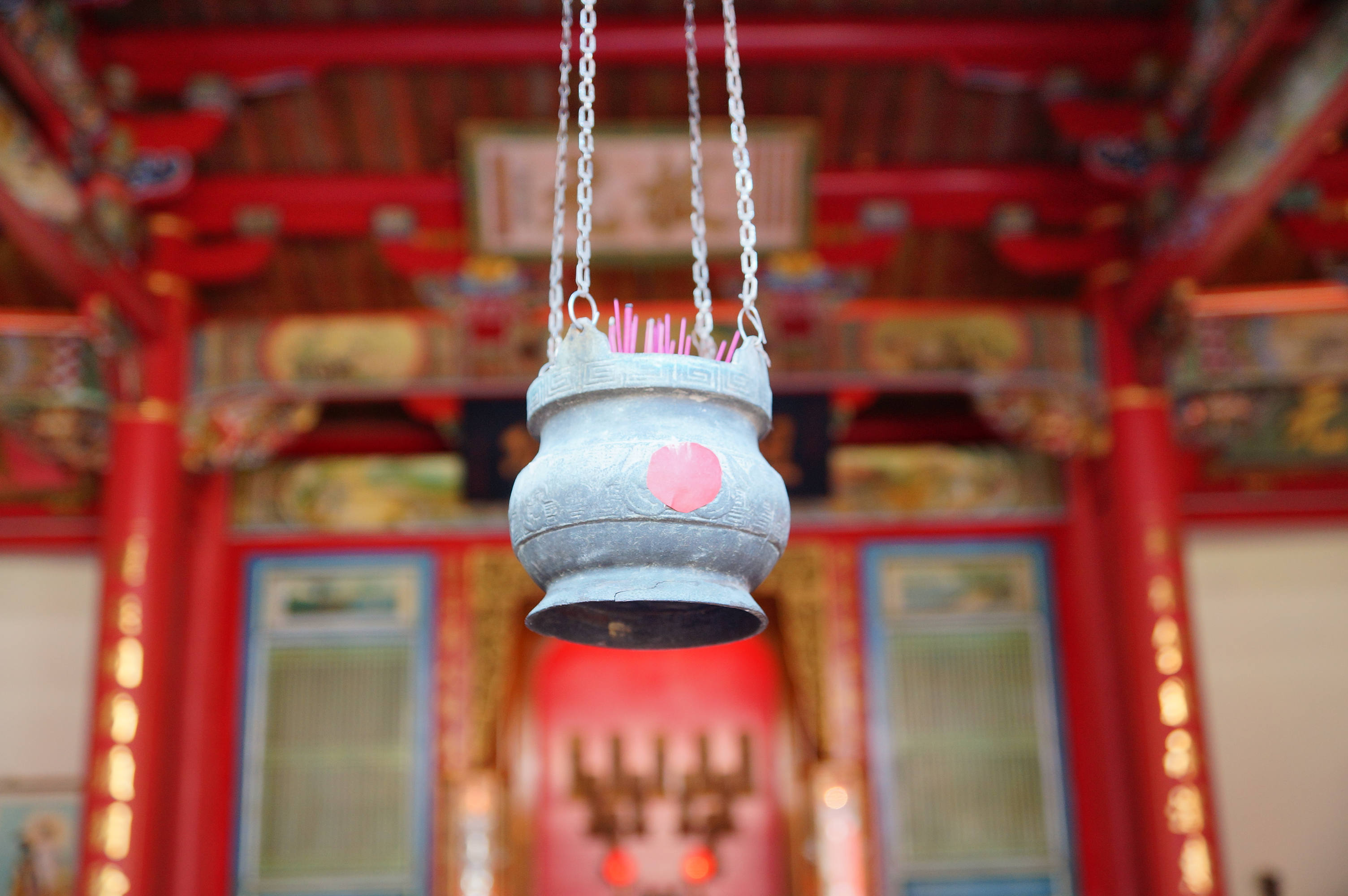
懸掛在廳堂、神龕樑上的香爐便是三界公爐。 三界公是僅次於天公的天神，在拜拜時，須先拜三界公。

元宵節又稱上元節，除了是全年第一個滿月外與新正的最後一天外，更是民間信仰中三官大帝之天官紫微大帝的誕辰。臺灣民間俗稱「三界公」（臺羅：Sam-kài-kong），即掌管天、地、水三界之神，其地位僅次於玉皇大帝。臺灣分別於上元正月十五祭賜福天官紫微大帝，中元七月十五祭赦罪地官清虛大帝，下元十月十五日祭解厄水官洞陰大帝。每年的正月十五，信眾都要到宮廟裡參加祈福禮斗，古代其中又以臺灣閩南漳州後裔信仰最為虔誠、祭典最為盛大。
三界公是僅次於天公的天神，因此祭拜規格亦相當慎重。人們在正月十四的子時便開始祭拜三界公，備妥包括牲禮、鮮花、素果、綁著紅紙的壽麵、菜碗六碗、供品、酒菜等神饌，經焚香祭拜、祝禱，擲筊、祭酒三巡後便可燒金、撤供。元宵當日亦要祭拜包括神明、地基主與祖先，時間與供品依照奉祀對象而有小異。宮廟中的祭祀尤其盛大，祭品須在上元前一周即備妥，當日再由爐主、教長與道士主祭、祈福。

#### 繞境科儀

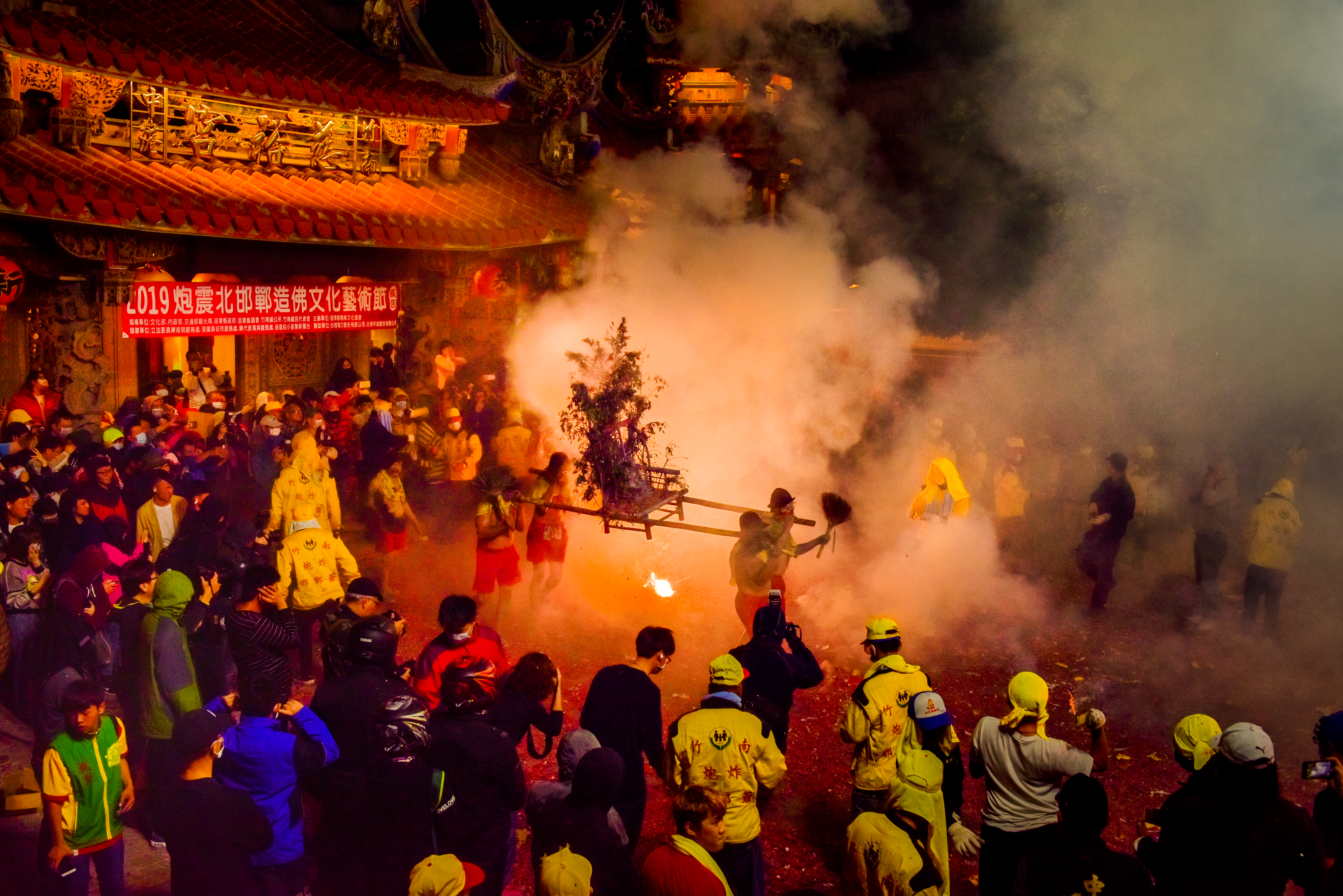
元宵遶境信眾以炮仗驅瘟來賀節

對某一廟宇信仰聚集的村落或劃分神尊掌管守護的區域，稱為「境」。該廟宇神尊出巡該村落或區域，即稱為「繞境」，或作「遶境」。通常在特定日子，如神尊誕辰、春節、元宵、建醮、建廟週年紀念等，或遇特殊情況如袪邪、治煞等，迎請神尊巡視賜福與消災。「繞境」的陣仗通常有「清道」、執杖、執燈、執旗、執令、神偶、香爐、神轎、樂隊及民俗技藝、花童、挑禮或地方特殊的陣頭，如八家將、宋江陣、蜈蚣陣等。
在馬祖地區，元宵節「擺暝」時多有繞境活動，稱為「迎神」。迎神繞境通常在晚上七、八點進行，當天下午三、四點便會先由「保長公」進行一次「清道」，沿路張貼「清潔街衢」之黃紙，一方面是驅離邪穢，一方面也是先在白天清理街道、排除障礙，以免入夜繞境發生危險。繞境時，家家戶戶懸掛燈籠、門口備好香案、持香等待儀仗，在神轎經過時奉香及點燃鞭炮。儀仗返廟後，廟方會發放參與人員紅蛋(太平)、泡麵、飲料等食物，除北竿島外，迎神繞境的隔天會在廟中或餐廳「食福」，由參加「擺暝」的家戶派代表一同用餐。
元宵擺暝為馬祖的年度盛事，此外新港奉天宮、溪口北極殿元宵遶境與台南四安境迎聖旗聖爐、美濃龍肚祈春福亦為各地盛會，重要程度更甚過年。

### 賽水仙 演潮戲

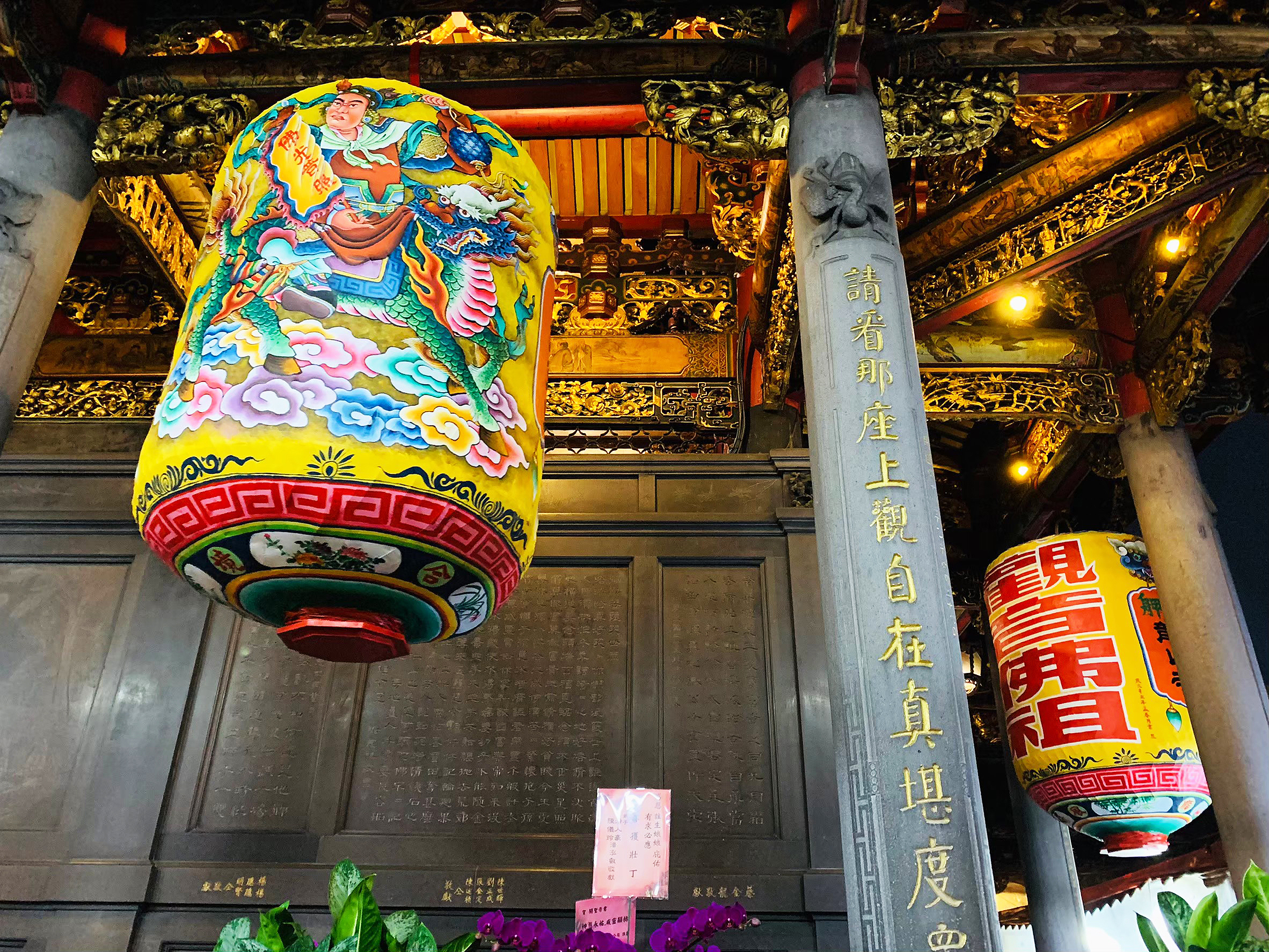
龍山寺正殿迴廊巨大的燈籠。

連雅堂《雅言》：「台南舊有賽花之舉。每歲元宵，各以所養水仙陳於三山國王廟，互誇奇麗」。臺南三山國王廟舊時於元宵有賽水仙之舉，但惟自九一八事變隔年起便停止放煙火及辦水仙花展，直到進入民國才逐漸恢復活動之舉行；而元宵節亦為潮州人的大日子，他們會聚集於三山國王廟交流敘舊，亦奏潮樂演潮戲酬神。。

### 炮仗驅瘟
季節交替氣候多變，瘟疫傷寒等風土病的肆虐往往造成大量人員死傷。地方除了藉由宗教信仰祈願神明遶境禳除瘴癘，一方面火藥中含有硫磺和藥草，遶境的「攻炮」或「炸砲」產生的高溫或以滅菌。台灣許多元宵習俗如夜弄土地公、後龍攻炮城、馬鳴山吃飯擔、鹽水蜂炮、炸玄壇、利澤簡走尪皆與相關。

### 乞龜

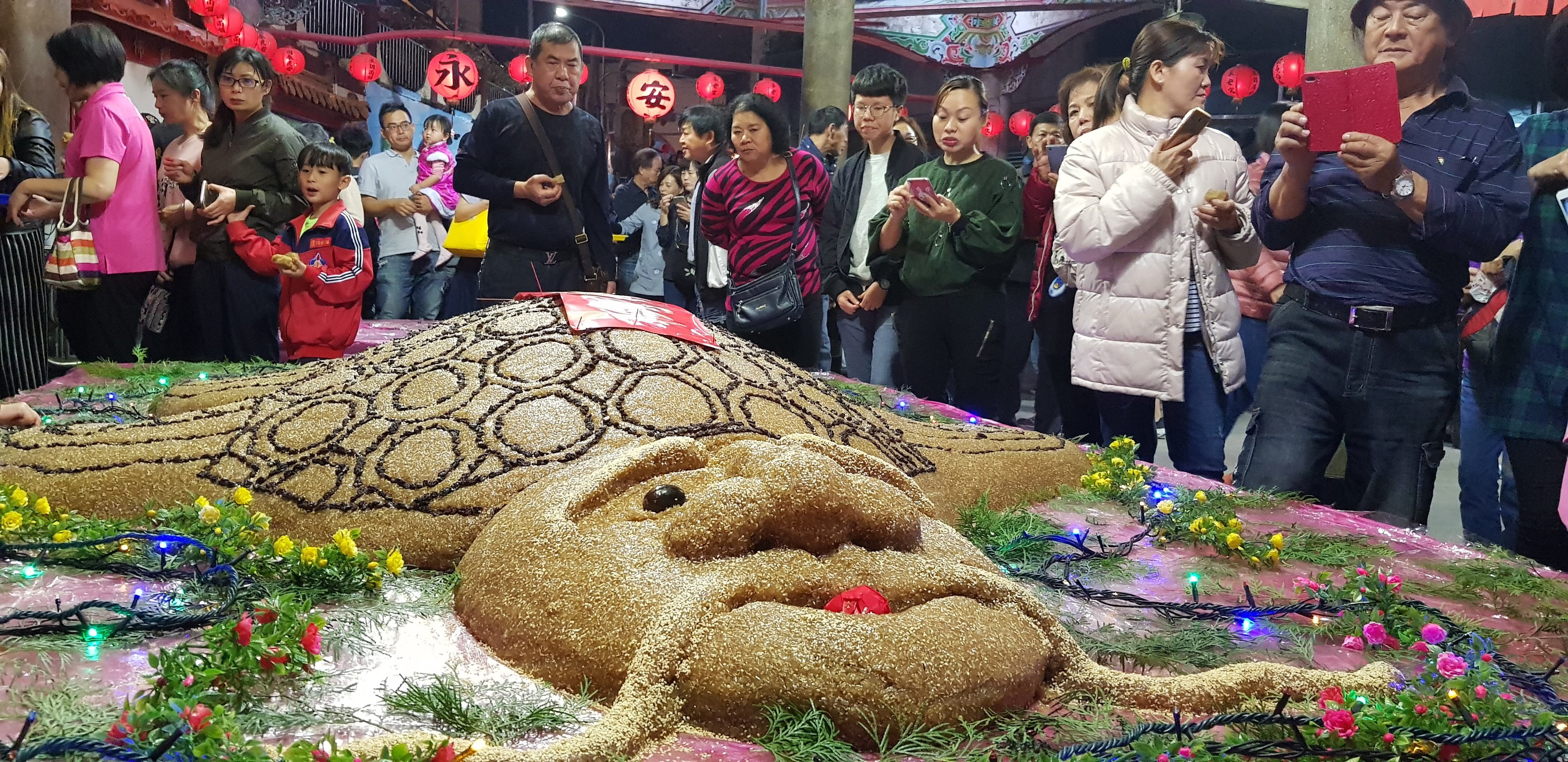
東勢新丁粄節的乞龜。

早年百業待興各地廟宇會在年關剛過的元宵期間，將庫存的糯米、麵粉等五穀作成印有龜殼壽紋的糕點。只要民眾向神明請筊聖杯，就可拿取所求之糕點，以渡年關。乞龜之人須於來年豐收之時，另做龜紋糕點返還給神明。謝神「還龜」時，按禮數會重於原先所乞龜糕重量，故乞龜糕點一年比一年龐大。

### 拜冬生娘、聽香
冬生娘即為紫姑，相傳為唐山過臺灣時傳入，流傳至各地後發展出了椅仔姑、「關三姑」、「請月姑」等，過去會於此節以椅子作道具，向椅仔姑問事求卜。聽香一種閩南地區舊有習俗。 婦女在元宵或中秋夜時，在神前燒香默禱，表明欲測之事，而後請示方向後，用所聽的第一句話來判斷吉凶。

### 沖天炮射火馬
雲林縣水林鄉的蕃薯厝順天宮會舉行三天繞境夜巡射火馬活動，適逢馬年更擴大舉辦。

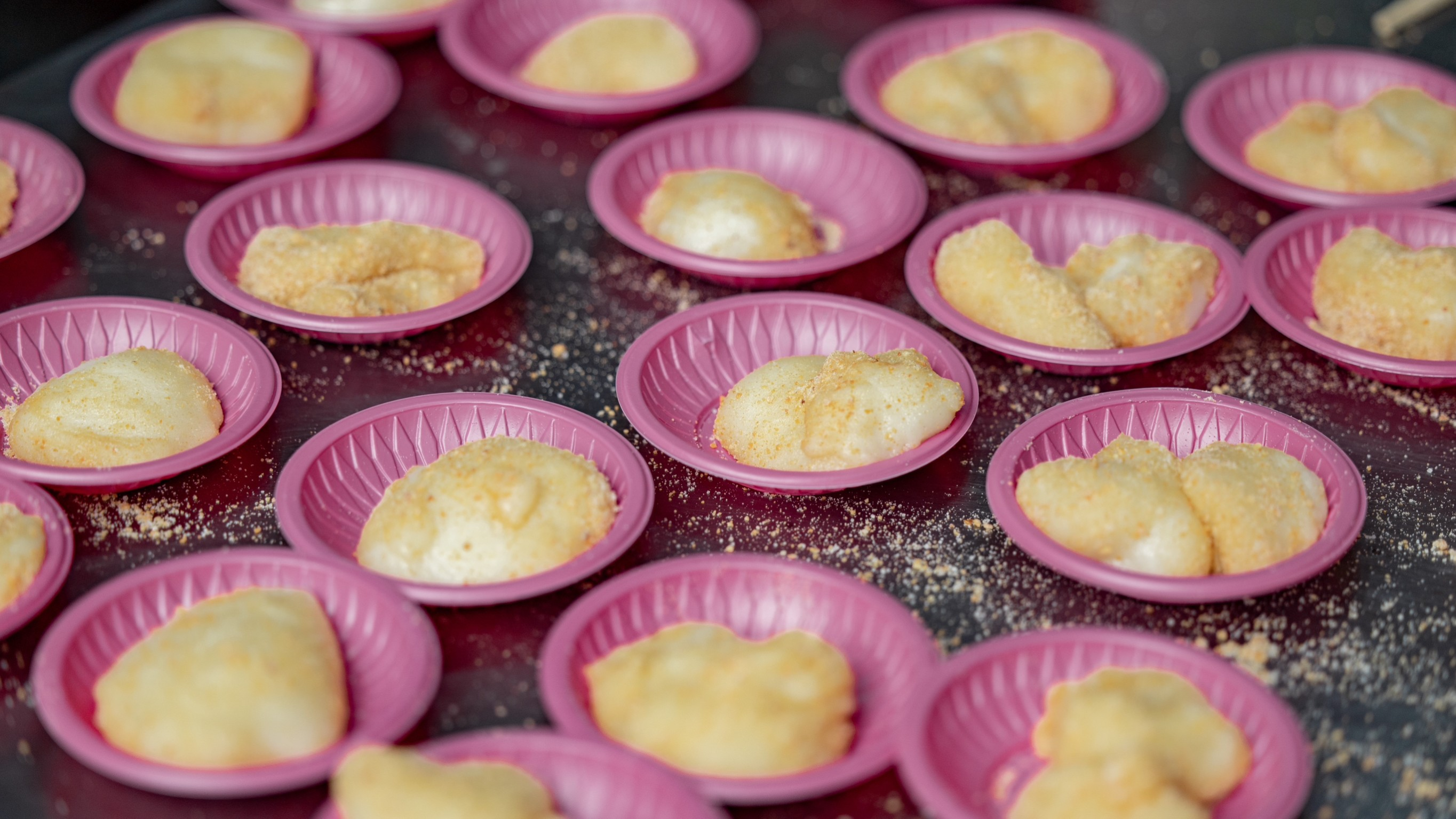
客家麻糬。元宵的食福文化代表將新生兒「出丁」的喜悅與神明的祝福分享給親友。

### 出新丁迎男孫燈
屏東市海豐三山國王廟、九如三山國王廟與佳冬六根庄三山國王廟等地均有「迎男孫燈」之習俗。凡庄內家庭前一年有新生男嬰出世即為「出新丁」，農曆元月初一子時即可至廟中「報燈」。
依習俗，第一位報添丁之喜的新丁即為「男丁首」(燈頭)，而凡是所有報燈的新生兒家庭均會製作「子孫燈」掛至神轎上，於元宵節當天隨王爺公神轎參與出巡、駐駕至個家庭中接受信眾朝拜祈福。各地元宵迎男孫燈儀式細節略有小異，係為客家人「添丁掛燈」之禮俗。

### 夜祭、趒戲、食仙蛋
萬巒鄉加匏朗的原住民馬卡道族會在加匏朗仙姑廟舉辦夜祭、趒戲。相較於相較於漢人在這日吃湯圓，加匏朗的原住民馬卡道族會在這天吃糯米、糖捏成的仙蛋，紀念從仙蛋孵出的仙姑祖。

### 淨尪
利澤簡廣惠宮會舉辦鑑別新娘是否為妖狐的宗教儀式。

### 元宵燈會

#### 臺灣燈會
交通部觀光局為慶祝元宵節，並將特有傳統民俗節慶推廣至國際，自1990年起結合民間及地方政府資源，以「民俗文化根、傳統國際化」之規劃目標，將元宵節提燈籠的傳統民俗活動，包裝成大型觀光盛會，即台灣燈會。
國家級的臺灣燈會，起初名為「臺北燈會」，2001年移師高雄市、易名為「高雄燈會」，2003年易名為「臺灣燈會」並開放其他縣市參與承辦，臺北市及高雄市則另起爐灶舉辦專屬於該市之地方燈會「臺北燈節」與「高雄燈會藝術節」。

#### 各地燈會
參見：燈節 (中華民國)

## 鄉土民俗
台灣元宵相關的習俗與行事，目前數量佔無形文化財最多。各地亦流傳各具特色的元宵節慶，又以「北天燈、南蜂炮、東寒壇、西乞龜、中𪹚龍、外擺暝」齊名。以下謹列知名的地方鄉土文化，若綬證為法定無形文化資產，均使用原登錄之名稱。
| 名稱                                | 寫真 | 類別 | 概述 | 所在地                   | 文資登錄     |
| ----------------------------------- | ---- | ---- | --- | ------------------------ | ------------ |
| 基隆炮獅                            |      |      | 基隆市的元宵炮仗。20世紀50年代基隆盛行各軒社及武館組獅陣對初五開工的各委託行、報關行鬧廳。曾一度中斷，近年來再次復興。 | 基隆市                   |              |
| 平溪天燈節                          |      | 節慶 | 自古平溪聚落地處偏僻、山賊橫行，故平溪村民冬至後即隱入深山避險，直至元宵遣人回村，確認村內安全即施放「天燈」報平安。故如今演變為平溪天燈節。                                                                                          | 新北市平溪區             | 市定民俗     |
| 野柳神明淨港                        |      | 風俗 | 百年前野柳保安宮開漳聖王顯靈指示至港外紮營，為海難事件慰靈，並安定人心。沿襲元宵壯丁扛轎下港查察、淨港安境的傳統，更演變成祈禱漁獲豐收、「百人跳水」的文化行旅。                                                                      | 新北市萬里區             | 市定民俗     |
| 社子夜弄土地公 內湖夜弄土地公       |      | 風俗 | 昔時台北內湖梘頭、北投磺港後與社子四角頭均有夜弄土地公儀式。社子島福安里夜弄土地公以頭戴竹笠、不穿上衣的男丁乩將為特色，進行四庄頭土地公聯合遶境。內湖梘頭福德祠在元宵夜乞龜、遶境，並於接受商鋪與信眾「炸轎」。                      | 臺北市士林區社子、內湖區 |              |
| 艋舺龍山寺鑽燈腳（軁燈跤）          |      | 儀式 | 傳說婦女若鑽過燈籠的燈底，除了可祈求一年幸運外，亦能夠保佑添丁。俗語謂「軁燈跤生膦脬」艋舺龍山寺每年設置「祈福主燈」與「平安主燈」供遊人信眾祈安、歷覽。                                                                              | 臺北市萬華區             |              |
| 寶山鄉打中午文化季                  |      | 民俗 | 農曆正月十四至十五，新竹寶山客家庄有舉辦於新豐宮起駕遶境並挑擔奉飯至玖龍宮之百年習俗。奉獻料理給賓客「食福」的習俗，稱之為「打中午」。                                                                                                | 新竹縣寶山鄉             |              |
| 苗栗𪹚龍                            |      | 節慶 | 𪹚龍為早期迎龍慶典演變而來，火龍巡境沿街炮仗不斷，信眾相信透過火龍巡境可驅逐災禍攘除疫病，龍頭炸得越黑、來年越興旺。儀式共分為糊龍、牽龍、點睛、迎龍、跈龍、𪹚龍、化龍等七步驟。                                                      | 苗栗市                   |              |
| 後龍慈雲宮攻炮城                    |      | 民俗 | 清治時期苗栗公司寮龍津為通商港埠、往來頻繁。一時瘟疫輸入導致後龍疫病肆虐，慈雲宮媽祖指在廟前架設炮城，用以擲炮驅瘟，「攻炮城」習俗故流傳百年。                                                                                        | 苗栗後龍鎮               | 縣定民俗     |
| 東勢新丁粄節                        |      | 節慶 | 古代社會重視「出丁」故每屆元宵節各廟成立「新丁粄會」以謝伯公賜福。若家中添新丁、新孫、新曾孫或新婚，則次年製紅龜粄到廟中祭祀神祇答謝。今生男製「龜粄」生女為「桃粄」。                                                                | 臺中市東勢區             |              |
| 竹山社寮紫南宮吃丁酒                |      | 風俗 | 又名「雞酒」是出丁食福文化，竹山社寮地區流行過去ㄧ年家中若有添丁者元宵節是日供閹雞以謝土地公賜福。今演變為社寮紫南宮主辦設丁酒席招待遊眾同沾喜氣。                                                                                    | 南投縣竹山鎮             | 縣定民俗     |
| 花壇白沙坑迎花燈                    |      | 民俗 | 1945年二戰末期，全台灣因戰備需要燈火管制，各地元宵燈節中的「迎燈排」告停。唯獨白沙坑文德宮改為白天進行，故保留原始「迎燈排」文化，至今不輟。                                                                                          | 彰化縣花壇鄉             | 縣定民俗     |
| 馬鳴山五年千歲吃飯擔                |      | 民俗 | 古代為攘除災禍疫病祈求平安，鎮安宮五年千歲擇正月巡狩本境各街庄，中午再由輪值村落將犒謝的餐飲用扁擔肩挑至會合點，一起用餐。 | 雲林縣褒忠、東勢         | 縣定民俗     |
| 崙背水汴頭跌（跋）米籮              |      |      | | 雲林縣崙背鄉             | 縣定民俗     |
| 水林番薯寮媽元宵夜巡                |      |      | | 雲林縣水林鄉             | 縣定民俗     |
| 新港奉天宮天上聖母元宵遶境          |      | 信仰 | 新港奉天宮媽祖遶境巡境新港鄉、民雄鄉、溪口鄉、元長鄉、六腳鄉六街庄，從民國時代迄今已有數十年歷史。 | 嘉義縣新港鄉             | 縣定民俗     |
| 大目降十八嬈 新港十八嬈、麻豆十八嬈 |      | 信仰 | 舊名大目降的新化古庄聚落傳為「八卦蜘蛛穴」與「七星墜地」格局。地方迷信有蜘蛛精惑使婦人浪漫作樂。故以新化朝天宮等「七星」位置上的七座廟共同遶境、夜祭以化解地靈。                                                                      | 臺南市新化區             | 市定民俗     |
| 鹽水蜂炮                            |      | 節慶 | 公元1885年鹽水地區瘟疫猖獗、死傷者眾；鹽水武廟關帝與周倉三天出巡，信徒隨神轎沿路燃放爆竹炮仗驅瘟。蜂炮遂演變為遶境炸轎助興的知名慶典。                                                                                                | 臺南市鹽水區             | 市定民俗     |
| 永康廣興宮境內擔餅節                |      | 風俗 | 民間有新生兒誕生、度晬以油飯、紅蛋或蛋糕餽贈親友之俗。台南西勢八角頭廣興宮境內，卻流傳農曆正月二十日改以水果餅(水餅)，挑擔送餅來慶祝添丁進財，俗稱「永康分水餅」。                                                                    | 臺南市永康區             | 市定民俗     |
| 土城仔迎春牛                        |      |      | 古代台南府城有迎「春牛」之禮。官員以口念「鞭春贊」並持杖鞭打紙糊春牛以示新耕、勸農，祈求豐收。今又以鹿耳門土城仔鞭春牛聲勢浩大。 | 臺南市安南區             | 市定民俗     |
| 臺南三山國王廟賽水仙演潮戲          |      | 節慶 | 臺南三山國王廟舊時於元宵有賽水仙之舉，亦奏潮樂演潮戲酬神。 | 臺南市北區               | 市定民俗     |
| 海豐巡男丁(燈)                      |      | 節慶 | 正月初一子時第一位至海豐三山國王廟報出丁之喜即為新年度「男丁首」(燈頭)，而凡是所有報燈的新生兒家庭均會製作「子孫燈」掛至神轎上，於元宵節當天隨王爺公神轎參與出巡、駐駕至個家庭中接受信眾朝拜祈福。                                    | 屏東市海豐聚落           | 縣定民俗     |
| 萬巒五溝水殲炮城 六堆祈福尖炮城     |      | 節慶 | 六堆地區為防範盜匪設置的瞭望台，當遭受外敵攻擊時以燃鞭炮來動員全區抵禦，平時則做為義勇團練或餘興之用。萬巒鄉五溝水 (先鋒堆) 以現採綠竹的傳統式炮竿與炮籠，並結合伯公祈安信仰，年年舉辦未曾中斷。                                      | 屏東縣萬巒鄉             | 縣定民俗     |
| 佳冬新丁福                          |      |      | | 屏東縣佳冬鄉             | 縣定民俗     |
| 利澤簡走尪                          |      | 節慶 | 利澤簡永安宮正月出巡八大庄之後，正月十五進廟前會邀請轄境各庄廟宇出動神輿分組，於利澤老街上走標（即扛轎競走或賽跑），優勝組可迎令旗奉祀。                                                                                              | 宜蘭縣五結鄉             | 縣定民俗     |
| 炮炸肉身寒單爺活動                  |      | 風俗 | 台灣自古即有擲佛、燒佛之俗，其「佛」意指武財神玄壇，早期多在正月初五玄壇下降日舉辦，今多在元宵節合併舉辦。民間又傳說玄壇爺懼冷，以鞭炮丟向玄壇爺為其取暖。                                                                            | 臺東縣                   | 縣定民俗     |
| 馬祖擺暝祭                          |      | 節慶 | 元宵擺暝 (閩東語：Nguòng-siĕu bā̤-màng) 即「夜晚時候排放供品祭神酬神」之意。馬祖四鄉五島皆有擺暝之例祭傳統，共有打鼓板、上彩暝、燒馬糧、酬神、遶境、食福等儀式。擺暝祭高度凝聚馬祖各地宗族、村民與信徒，是全年最重要、盛大的本土活動。 | 連江縣 (馬祖)            | 國定重要民俗 |
| 馬祖北竿扛乩文化                    |      | 信仰 | 北竿的扛乩文化為馬祖列島中所獨有的，元宵節時由乩將扛著神乩迎請神尊降臨、指示、巡境等。平日亦有問事，協助其他宮廟活動。 | 連江縣 (馬祖)            |              |
| 澎湖元宵乞龜                        |      |      | 早年元宵期間，廟宇會將庫存的米麵穀糧作成龜殼形壽紋「肪片龜」；只要民眾向神明筊杯乞求，經允即可拿取所求之糕點，以渡年關。澎湖乞龜可溯至18世紀澎湖紀略，現今仍是澎湖一大盛事。                                                          | 澎湖縣                   |              |